# 貝萊爾 (馬里蘭州亞利加尼縣)
貝萊爾（英語：Bel Air）是位於美國馬里蘭州亞利加尼縣的一個普查規定居民點。

## 人口
根據2020年美國人口普查的數據，貝萊爾的面積為1.78平方千米，當中陸地面積為1.78平方千米，而水域面積為0.00平方千米。當地共有人口1689人，而人口密度為每平方千米948.88人。